# البحث الكمي

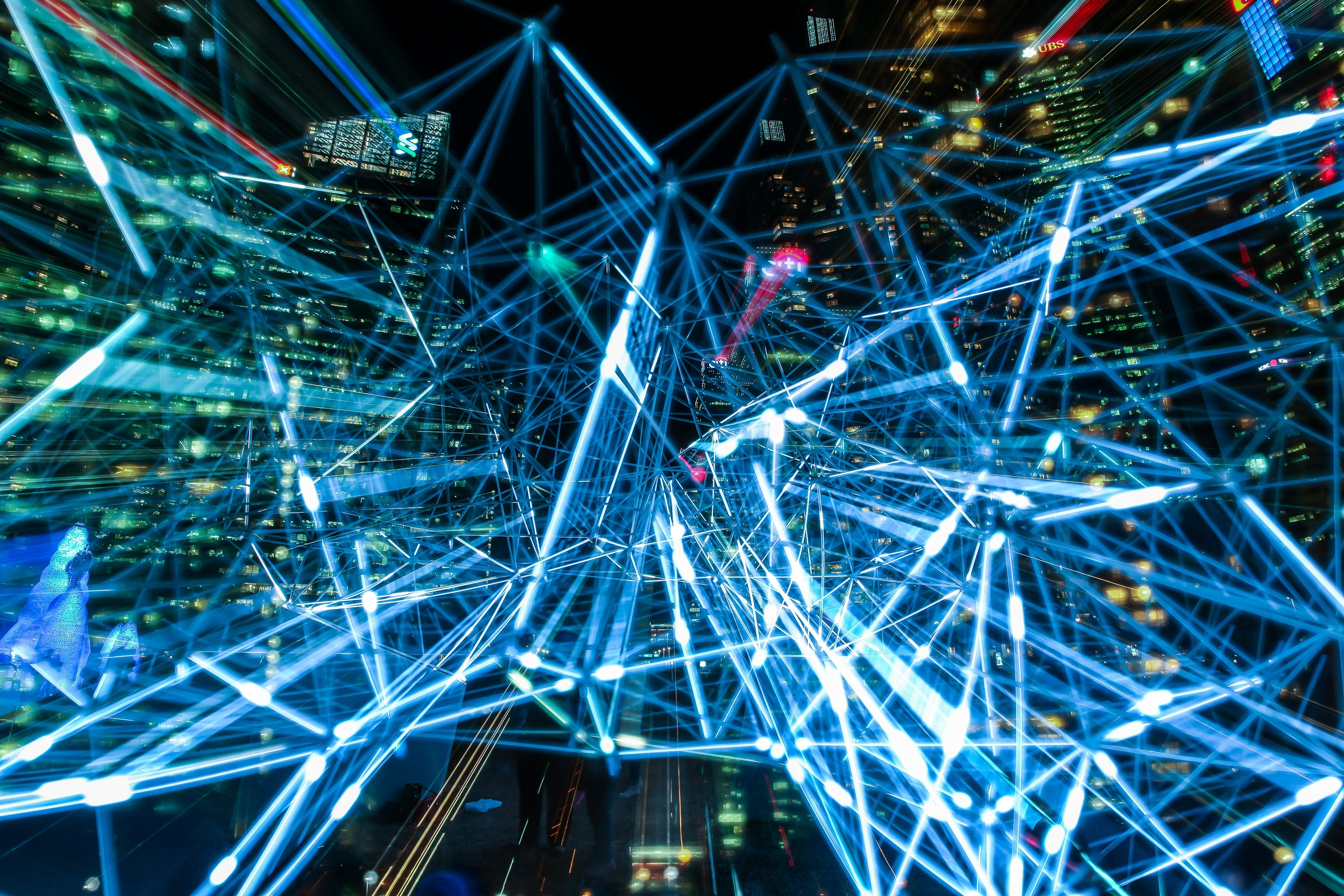

البحث الكمي يشير إلى البحث المنهجي للظواهر الاجتماعية من خلال الأساليب الإحصائية، الرياضية أو الحسابية. يهدف البحث الكمي إلى تطوير وتوظيف النماذج الرياضية والنظريات و/أو الفرضيات المتعلقة بالظواهر. عملية القياس هو محور البحث الكمي لأنه يشكل رابط فعال بين الملاحظة التجريبية والتعبير الرياضي للعلاقات الكمية.
أما البيانات الكمية هي البيانات التي تاخذ شكل رقمي مثل الإحصاءات والنسب المئوية، وما شابه. وبتفسير مبسط، فان الباحث الكمي يسأل أسئلة محددة ومركزة ثم يجمع اجابات المشاركين بطريقة حسابية لإيجاد الإجابة ثم يقوم بتحليل البيانات بمساعدة علم الإحصاءات ليحصل على نتائج غير منحازة والتي يمكن تعميمها على مجتمع الدراسة بشكل أكبر.
ويستخدم البحث الكمي على نطاق واسع في العلوم الاجتماعية، مثل: علم النفس، والاقتصاد، وعلم الاجتماع، والتسويق، والعلوم السياسية، وتكنولوجيا المعلومات، وبشكل أقل في علم الإنسان والتاريخ. ومع ذلك، فالبحث في العلوم الرياضية مثل: الفيزياء هو أيضا «كمية» من حيث التعريف، على الرغم من استخدام هذا المصطلح مختلف من ناحية السياق. اما في العلوم الاجتماعية يتعلق استعمال المصطلح بالأساليب التجريبية، والتي نشات من مجالات الفلسفة الوضعية وتاريخ الإحصاءات والتي هي على النقيض من البحث النوعي.
الأبحاث النوعية توفر معلومات حول الحالات المحددة والتي تم دراستها فقط، واي استنتاجات عامة هي فرضيات فقط. ويمكن استخدام الأساليب الكمية للتحقق من صحة أي من هذه الفرضيات.
أشار تحليل شامل قامت به دوريتين بارزتين تحققتا من 1274 مقال منشورة بين عامي 1935 و 2005 أن ما يقارب ثلثي هذه المواد استخدمت الأساليب الكمية.

## نظرة عامة
يرتبط البحث الكمي عمومًا بشكل وثيق بأفكار نابعة من «المنهجية العلمية»، والتي يمكن أن تشمل:
- توليد نماذج ونظريات وفرضيات
- تطوير أدوات وطرق للقياس
- السيطرة التجريبية والتلاعب في المتغيرات
- جمع البيانات التجريبية
- نمذجة وتحليل البيانات

غالبًا ما يتناقض البحث الكمي مع البحث الكيفي الذي يهدف إلى التركيز أكثر على اكتشاف المعاني الضمنية وأنماط العلاقات، يشمل هذا تصنيف أنواع الظواهر والكيانات، بطريقة لا تتضمن أي نماذج رياضية. صُممت مقاربات علم النفس الكمي في البداية على مقاربات كمية في العلوم الفيزيائية من قبل غوستاف فيشنر في عمله في الفيزياء النفسية، والتي بناها على أعمال إرنست هاينريش فيبر. على الرغم من التمييز بين الجوانب الكيفية والكمية للبحث العلمي في أغلب الأحيان، فقد قيل إن الاثنين يسيران جنبًا إلى جنب. فعلى سبيل المثال، خلص كون بناءً على تحليل تاريخ العلم إلى أن «الكثير من العمل الكيفي كان عادةً شرطًا أساسيًا للقياس الكمي في العلوم الفيزيائية». غالبًا ما يستخدم البحث الكيفي لاكتساب إدراك عام بالظواهر، ولتكوين نظريات يمكن اختبارها باستخدام المزيد من البحوث الكمية. على سبيل المثال، غالبًا ما تستخدم طرق البحث الكيفي في العلوم الاجتماعية لاكتساب فهم أفضل بخصوص أشياء مثل القصدية (عن طريق الإجابة اللفظية للشخص موضع البحث)، والمعنى (لماذا قال هذا الشخص / هذه المجموعة شيئًا؟ وماذا يعني لهم؟).
على الرغم من وجود بحث كمي في العالم منذ أن بدأ الناس لأول مرة في تسجيل الأحداث أو الأشياء التي يمكن حسابها، فإن الفكرة الحديثة عن الطرق الكمية تستمد جذورها من الإطار الوضعي لأوغست كومت.شددت الوضعية على استخدام الطريقة العلمية من خلال الملاحظة لاختبار الفرضيات بشكل تجريبي لشرح وتوقع ماذا، وأين، ولماذا، ومتى حدثت الظواهر. يعتقد علماء الوضعيات -مثل كومت- أن الأساليب العلمية فقط وليس التفسيرات الروحية السابقة عن سلوك الإنسان يمكن أن تتقدم.
تعتبر الطرق الكمية جزءًا لا يتجزأ من زوايا التحليل الخمس التابع لمنهجية ترشيح البيانات، والتي تشمل أيضًا الطرق الكيفية، ومراجعة الأدبيات (يتضمن ذلك الأدبيات العلمية أيضًا)، والمقابلات مع الخبراء، ومحاكاة الحاسوب، والتي تشكل امتدادًا لتثليث البيانات.
ومع ذلك فأن الأساليب الكمية لها قيود. إذ لا توفر هذه الدراسات حججًا مفسرة لردود المشاركين فيها، فهي لا تصل غالبًا إلى المجموعات الممثلة تمثيلًا قليلًا، كما قد تمتد لفترات أطول من أجل جمع البيانات الكافية.

## استخدام الإحصائيات
الإحصاء هي فرع الرياضيات الأكثر استخدامًا في الأبحاث الكمية خارج العلوم الفيزيائية، كما أن لها تطبيقات في العلوم الفيزيائية، مثل الميكانيكا الإحصائية. تستخدم الأساليب الإحصائية على نطاق واسع في مجالات مثل الاقتصاد، والعلوم الاجتماعية، والأحياء. يبدأ البحث الكمي المُستخدم للأساليب الإحصائية بجمع البيانات، بناءً على الفرضية أو النظرية. عادةً ما يتم جمع عينة كبيرة من البيانات، وهذا يتطلب التحقق، والتصديق، والتسجيل قبل إجراء التحليل. عادة ما تستخدم حزم برمجية مثل (SPSS) و (R) لهذا الغرض. تُدرس العلاقات السببية عن طريق التأثير على العوامل التي يعتقد أنها تؤثر على الظاهرة موضع الاهتمام، مع التحكم في المتغيرات الأخرى ذات الصلة بالنتائج التجريبية. في مجال الصحة على سبيل المثال، يمكن للباحثين قياس ودراسة العلاقة بين المدخول الغذائي، والآثار الفسيولوجية القابلة للقياس مثل فقدان الوزن، مع السيطرة على المتغيرات الرئيسية الأخرى مثل ممارسة الرياضة. تُستخدم استطلاعات الرأي على أساس كمي على نطاق واسع في وسائل الإعلام، مع جمع إحصاءات مثل نسبة المجيبين لصالح موقف شائع. في استطلاعات الرأي، يُطرح على الأشخاص مجموعة من الأسئلة المنظمة، ثم تُصنف إجاباتهم. في مجال علوم المناخ، يقوم الباحثون بجمع ومقارنة بعض الإحصاءات مثل درجة الحرارة، أو تركيزات ثاني أكسيد الكربون في الغلاف الجوي.

## مقارنة بين البحث الكمي والبحث النوعي
في الجدول أدناه مقارنة بين البحث الكمي والبحث النوعي في بعض خصائص كل منهما
| المنهج الكمي                                                                     | المنهج النوعي                                                       |
| -------------------------------------------------------------------------------- | ------------------------------------------------------------------- |
| يستخدم مقاييسس واختبارات أو قوائم تقدير لجمع البيانات والمعلومات بأساليب إحصائية | يعتمد أسلوب الملاحظة والمقابلة والمراجع بعيداً عن الأساليب الاحصائية |
| معلومات عامة وليست دقيقة دائمًا، جمع المعلومات وتفريغها أسرع وأسهل                | معلومات غنية ومعمقة، جمع المعلومات وتبويبها يتطلب وقت.              |
| يمارس الباحث سيطرة تامة على جميع المتغيرات ذات الصلة بالمتغير التابع             | لا يسيطر الباحث على أي من المتغيرات                                 |
| تحيز: ّ تحيز عدم الاستجابة (response-Non bias)، تأثير الصياغة (Wording effect)    | تحيز: تحيز الباحث (Researcher bias)، تحيز المراقب (Observer bias)   |
| عينة تمثيلية يمكن التعميم                                                        | عينة صغيرة غير تمثيلية لا يمكن التعميم                              |
| تستخدم في كتابة التقرير: الجداول والأشكال البيانية                               | تكتب التقارير بأسلوب تحليلي وسردي                                   |